# 徳島県道209号八多法花線
徳島県道209号八多法花線（とくしまけんどう209ごう はたほっけせん）は、徳島県徳島市を通る一般県道である。

## 概要
徳島市八多町から徳島市八万町に至る。徳島市総合動植物公園から終点方向は「ポルトガル・レイリア大通り」として整備されているが、残りは細道が点在する区間となっている。

### 路線データ
- 起点：徳島市八多町（徳島県道33号小松島佐那河内線交点）
- 終点：徳島市八万町（徳島県道136号宮倉徳島線交点）
- 総延長：現道7,054 m/旧道2,652 m[1]
- 実延長：現道6,834 m/旧道2,652 m[1]

## 歴史
- 1959年（昭和34年）1月31日 - 徳島県道145号八多法花線として認定。
- 1972年（昭和47年）3月10日 - 現在の徳島県道209号として再認定。

## 路線状況

### 別名
- ポルトガル・レイリア大通り（徳島市）

## 地理

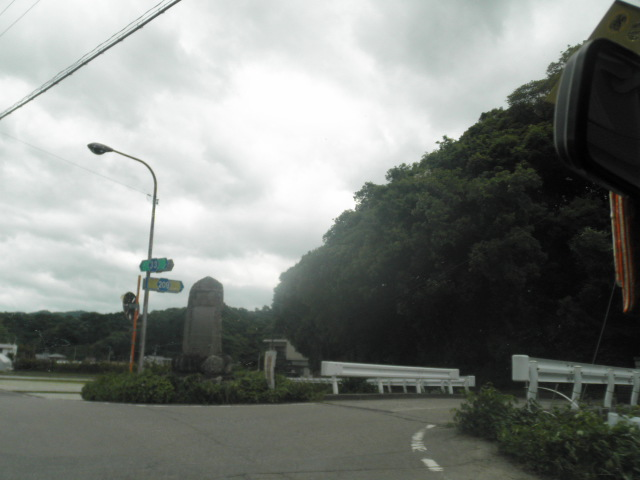
起点付近
徳島市八多町字南曾根で撮影

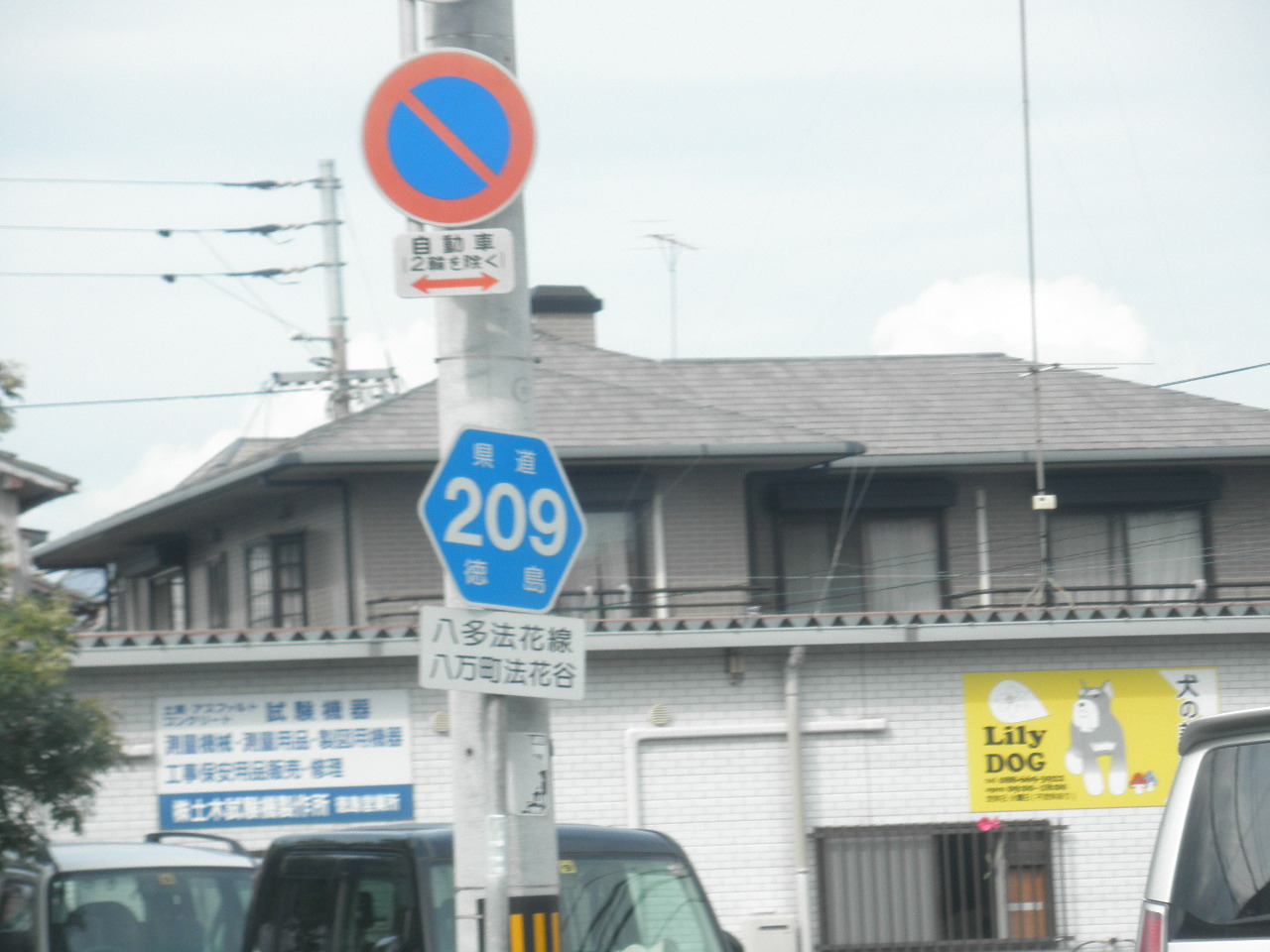
本道の標識
徳島市八万町字法花谷で撮影

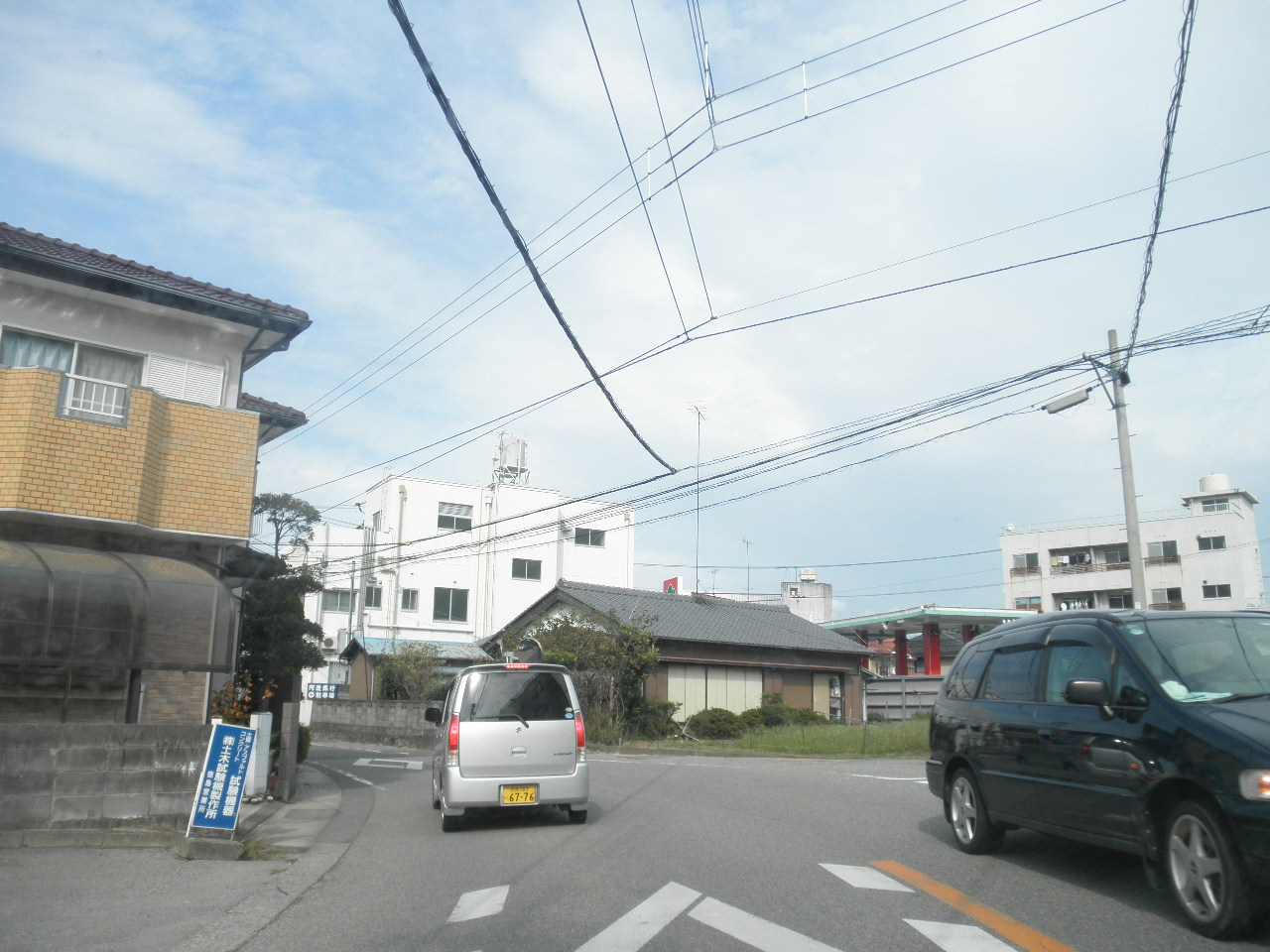
終点付近
徳島市八万町字法花谷で撮影

### 通過する自治体
- 徳島市

### 交差する道路
| 交差する道路                 | 交差する場所 | 交差する場所 |
| ---------------------------- | ------------ | ------------ |
| 徳島県道33号小松島佐那河内線 | 八多町       | 起点         |
| 徳島県道210号大谷西須賀線    | 方上町       |              |
| 徳島県道136号宮倉徳島線      | 八万町       | 終点         |

### 沿線
- 徳島市渋野小学校
- 徳島市総合動植物公園（とくしま動物園・とくしま植物園）
- 徳島市方上小学校